# ماريا مارغريتا كيرتش
ماريا مارغريتا كيرش (بالألمانية: Maria Margaretha Kirch)‏ (في المصادر التاريخية مسماة ماريا مارغريتا كيرشين؛ 25 فبراير 1670 - 29 ديسمبر 1720) عالمة فلكية ألمانية، وإحدى أوائل عالمات الفلك المشهورات في تلك الفترة بسبب كتاباتها عن الشمس وزحل، وفينوس، وكوكب المشتري في 1709 و 1712 على التوالي.

## حياتها السابقة
تلقت ماريا تعليمها في سن مبكرة من قبل والدها، وهو وزير لوثري، كان يعتقد أنها تستحق تعليمًا مكافئًا لما حصل عليه الأولاد الصغار في ذلك الوقت. في الثالث عشرة من عمرها فقدت والدها ووالدتها. بحلول ذلك الوقت كانت قد تلقت أيضًا تعليمًا عامًا من قبل صهرها جوستينوس تويلنر والفلكي الشهير كريستوف أرنولد، الذي كان يعيش في مكان قريب. واصل تعليمها عمها. نظرًا لأن ماريا كانت مهتمة بعلم الفلك منذ سن مبكرة، فقد انتهزت فرصة الدراسة مع أرنولد، عالم فلك عمل كمزارع في سومرفيلد، بالقرب من لايبزيغ. أصبحت متدربة غير رسمية لأرنولد وبعد ذلك مساعدته، فعاشت معه ومع عائلته.
عن طريق أرنولد، قابلت ماريا الفلكي الألماني الشهير غوتفريد كيرش، الذي كان يبلغ من العمر 30 عامًا. تزوجوا في عام 1692، وأنجبوا فيما بعد أربعة أطفال، وجميعهم ساروا على خطى والديهم من خلال دراسة علم الفلك. في عام 1700 انتقل الزوجان إلى برلين، حيث قام الناخب الحاكم لبراندنبورغ فريدريك الثالث، بتعيين جوتفريد كيرش كفلكي ملكي له.

## انظر ايضاً
- المرأة في العلوم